# (973) Aralia
(973) Aralia ist ein Asteroid des Hauptgürtels, der am 18. März 1922 von K. Reinmuth in Heidelberg entdeckt wurde.
Der Asteroid wurde benannt nach Aralia, einer Gattung der Araliengewächse (efeuartige Pflanzen).